# Khangchengyao
Khangchengyao är ett berg i Indien. Det ligger i distriktet North District och delstaten Sikkim, i den nordöstra delen av landet. Toppen på Khangchengyao är 6 889 meter över havet, eller 1 483 meter över den omgivande terrängen.
Den högsta punkten i närheten är P'ao-han-li Shan, 7 128 meter över havet, 18,8 km öster om Khangchengyao. Trakten runt Khangchengyao består i huvudsak av kala bergstoppar och isformationer.